# Ekard z Kałkowa
Ekard z Kałkowa (zm. 1273), duchowny polski, kanonik wrocławski.
Kanonikiem wrocławskim został prawdopodobnie krótko przed 1230. Był bliskim współpracownikiem kolejnych biskupów – Wawrzyńca i Tomasza. Wraz z biskupem Tomaszem od października 1256 do kwietnia 1257 był więziony dla okupu przez księcia legnickiego Bolesława Rogatkę.
Wspierał działalność cystersów, szczególnie klasztorów w Kamieńcu i Henrykowie. Przypuszczalnie był fundatorem kościoła pod wezwaniem Najświętszej Marii Panny w rodzinnym Kałkowie.